# Trần Tường (Đông Hán)
Trần Tường (chữ Hán: 陈翔, ? – ?) tự Tử Lân, người huyện Thiệu Lăng, quận Nhữ Nam , là quan viên, phần tử trung kiên của phong trào chống đối hoạn quan cuối đời Đông Hán trong lịch sử Trung Quốc.

## Cuộc đời và sự nghiệp
Ông nội là Trần Trân, làm quan đến Tư Lệ hiệu úy. Tường từ nhỏ đã nổi tiếng, giỏi kết bạn. Khi xét Hiếu liêm, Tường được thái úy Chu Cảnh chọn làm  hạng ưu , bái làm Thị ngự sử. Gặp buổi chầu ngày đầu năm mới, cử chỉ của Đại tướng quân Lương Ký không nghiêm chỉnh, Tường tâu rằng Ký cậy quý nên bất kính, xin bắt ông ta hỏi tội; mọi người lấy làm kỳ.
Sau đó Tường được thăng làm Định Tương thái thú, trưng bái làm Nghị lang, rồi được thăng làm Dương Châu thứ sử. Tường dâng tấu rằng Dự Chương thái thú Vương Vĩnh liên hệ với hoạn quan, Ngô Quận thái thú Từ Tham ở chức tham ô; bọn họ đều bị trưng đến Đình úy. Từ Tham là em của Trung thường thị Từ Hoàng; vì vậy uy danh của Tường vang dội; lại được trưng bái làm Nghị lang, bổ chức Ngự sử trung thừa.
Vạ đảng cố lần thứ nhất nổ ra (166) , Tường bị tình nghi là đồng đảng của Hà Nam doãn Lý Ưng, bị tra tấn trong Bắc Tự ngục; ông kiên quyết không nhận. Sang năm (167) bọn Lý Ưng cố ý khai ra con em của hoạn quan, khiến hoạn quan sợ, khuyên Hán Hoàn đế đại xá, nhờ vậy Tường được thả ra.
Tường mất ở nhà, không rõ khi nào. Sử cũ xếp Tường vào nhóm Bát cập – tức là 8 người có thể dẫn dắt mọi người học tập Tam quân. Bát cập bao gồm Trương Kiệm, Sầm Chí, Lưu Biểu, Trần Tường, Khổng Dục, Uyển Khang, Đàn Phu, Địch Siêu; Tam quân là lãnh tụ của giới sĩ phu đương thời: Đậu Vũ, Lưu Thục, Trần Phồn.